# 파일럿 프로그램
파일럿 프로그램(pilot program), 또는 맛보기 프로그램은 정식으로 발표되기 전에 제작된 텔레비전 프로그램이나 에피소드를 말한다. 주로 영화나 텔레비전 드라마 등 영상 작품에 대해 선행 제작된 영상 매체를 가리킨다. 텔레비전 방송사에 비정기적 편성 프로그램이다.
파일럿 프로그램을 종료한 후에 수개월 간 시청자가 좋은 반응을 얻어, 정규 편성이 확정된다.

## 용어
파일럿 프로그램은 한국어식 영어로, 텔레비전 파일럿(Television pilot)과 파일럿 에피소드(pilot episode)라고 한다.

## 같이 보기
- 실험
- 테스트